# 킹스웨이

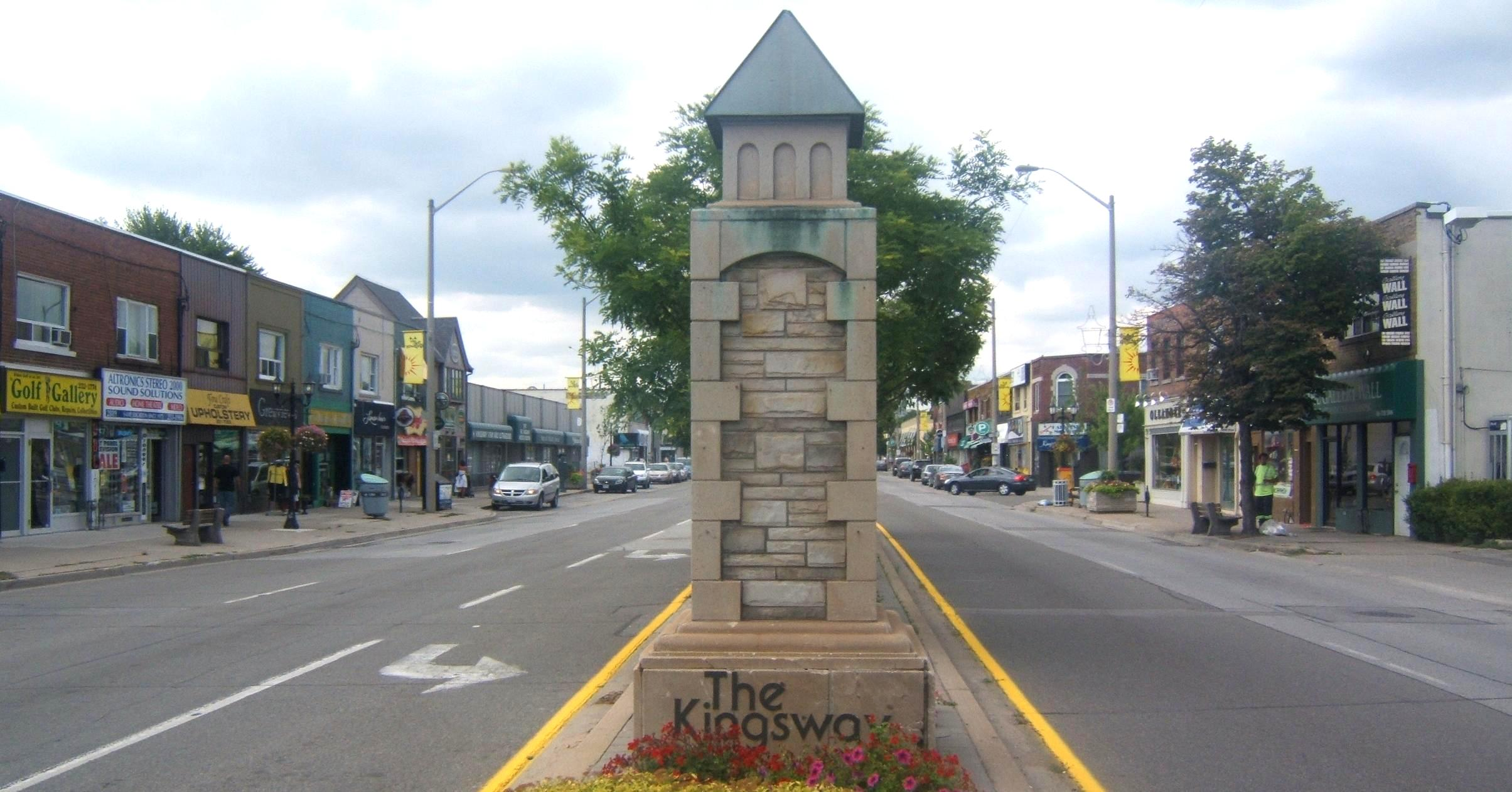
블루어가에 설치된 킹스웨이 입구를 알리는 표지판

킹스웨이 (The Kingsway)는 토론토 이토비코에 있는 부유한 주거 지역으로 남쪽으로는 블루어가, 북쪽으로는 던다스가, 서쪽으로는 미미코천, 동쪽으로는 험버강을 경계로 두고 있다. 공식적으로는 킹스웨이파크 (Kingsway Park)로 알려진 이 동네는 킹스웨이로 이름이 굳어졌다. 브라이들패스 (The Bridle Path)와 포레스트힐과 마찬가지로 킹스웨이는 토론토에서 가장 부유한 동네 중 하나로 큰 석재 저택이 특징이다. 2020년 10월 기준 평균 주택 가격은 216만 5120달러에 달했다.

## 역사
1793년, 어퍼캐나다의 첫 총독인 존 그레이브스 심코는 오늘날의 올드밀 로드 근처에 있는 험버강 서쪽 둑에 제재소 건설을 명령하였다. 킹스밀 (King's Mill)이라고 불리었던 이 제재소는 토론토 최초의 산업 건물로 선박과 정부 청사에 목재를 제공했다.
화재와 홍수로 기존에 지어졌던 석재 공장이 무너졌고 마지막으로 운영했던 공장은 1847년에 윌리엄 갬블이 세웠던 제분소였다. 공장으로 더 이상 사용하지 않았던 이 건물은 1881년에 또다른 화재로 전소되었다.
험버강을 따라 주거 단지를 개발할 계획은 온타리오주 스트랫퍼드 출신의 로버트 홈 스미스가 제안했는데, 1877년에 태어난 스미스는 오스구드 홀에서 법학을 전공했지만 질병에 따른 청각 장애를 겪으면서 법조인의 꿈을 접어야했다. 대신 그는 내셔널 트러스트 부동산과의 수탁자 임원으로 사업에 뛰어들었고 토지 개발에 대해 관심을 기울였다.
1906년부터 12년까지 스미스는 에글린턴 애비뉴와 온타리오호 사이 험버강 양쪽으로 3천 에이커 규모의 땅을 사들였으며, 1912년에 리버사이드, 브리지엔드, 베이비포인트, 올드밀, 글리브 등으로 불리는 5개 지역으로 구성된 험버 계곡 부지를 부동산으로 내놓으면서 대중들에게 향후의 비전을 제시했다. 글리브는 이후 킹스웨이파크로 그 이름이 바뀌었고 오늘날에는 '킹스웨이'로 이름이 굳어졌다.
킹스웨이파크로 이어지는 주요 도로는 단순히 킹스웨이 (The Kingsway)로 불리었으며 이토비코에서 포장한 최초의 간선 도로였다. 스미스가 던다스와 블루어가 도로 중심부를 따라 전철을 설치할 계획이였으나 이는 실현되지 않았다.
제1차 세계대전으로 스미스의 킹스웨이파크 조성 계획이 지연되어 처음 두 주택은 1924년에야 지어졌다. 험버강 계곡을 따라 경치가 좋은 부지가 먼저 팔렸고, 이에 따라 킹스웨이파크에서 가장 웅장한 주택은 1929년 대공황 이전에 지어졌다. 이후 경제적 현실을 인식한 1930년, 스미스는 부지 크기를 줄이면서 총 부지 수를 40% 늘렸다. 1924년부터 47년까지 킹스웨이파크에는 총 665채의 주택이 지어졌다.
1930년대 초반, 스미스는 프린스 에드워드 드라이브와 몽고메리 로드 사이의 블루어가 북쪽을 "킹스웨이파크 비즈니스 단지"로 지정하여 지역 주민들을 위한 쇼핑, 은행 등 편의 시설을 제공했다. 이 부지는 상업 구역으로 지정되어 있었고, 여기에 열 수 있는 업종은 엄격히 규제되어 있었다. 이후 블루어 남쪽에도 개발이 이루어졌다.
1950년대부터 각종 사고가 일어나면서 로열요크와 던다스에 고속도로식 교차로를 조성해 서쪽에 있던 이즐링턴과 북쪽에 있는 킹스웨이와 연결이 끊어지면서 던다스 북쪽의 킹스웨이 구간은 남쪽과 개발 흐름이 달라졌다. 이에 따라 블루어가 프린스에드워드 동쪽 구간과 올드밀에는 아파트가 많이 건설되었다.

## 교통
킹스웨이에는 토론토 지하철 2호선 블루어-댄포스의 로열요크와 올드밀역이 있으며 73번 로열요크와 48번 래스번 버스는 로열요크역에서 시종착한다. 66번 프린스에드워드 버스는 올드밀역에서 시종착한다.
블루어가는 킹스웨이 남쪽 끝에 있는 동서축 주요 도로이다. 프린스에드워드는 베리 로드에서 던다스가까지 남북으로 이어지는 2차선 도로이다. 킹스웨이는 동네 남동쪽에서 시작하여 북쪽으로 진행한 뒤 던다스 이후로는 북서쪽으로 이어지는 2차선 도로이다. 던다스가는 동네 북쪽 끝으로 지나며 동서축 주요 도로 중 하나이다.

## 교육
킹스웨이에는 두 교육청 소속 학교가 있는데, 하나는 토론토 지역 교육청 (Toronto District School Board, TDSB), 다른 하나는 토론토 가톨릭 지역 교육청 (Toronto Catholic District School Board, TCDSB)이다. TDSB는 킹스웨이에서 램턴 킹스웨이 초중등학교 (Lambton-Kingsway Junior Middle School), 이토비코 고등학교 (Etobicoke Collegiate Institute)를 운영하고 TCDSB는 프린스에드워드 드라이브에 있는 몽고메리 로드에 있는 가톨릭 초등학교인 성모 마리아 가톨릭 학교 (Our Lady of Sorrows Catholic School)와 로열요크 로드에 있는 고등학교인 알렌 주교 학교 (Bishop Allen Academy) 등을 운영한다.
공립 학교 외에도 킹스웨이에는 킹스웨이 칼리지 (Kingsway College)라는 성공회 사립학교가 던다스가에 위치해있다.

## 시설
- 브렌트우드 도서관
- 킹스웨이밀스 쇼핑 플라자
- 파크론 공동묘지
- 홈 스미스 공원
- 킹스밀 공원
- 킹스웨이 영화관

### 교회
- 킹스웨이 침례교회
- 킹스웨이 램턴 연합교회
- 로열요크 로드 연합교회
- 모든 성인의 성공회 성당
- 성모 마리아 로마 가톨릭 성당
- 성 조지 온더힐 성공회 성당

## 같이 보기
- 블루어가
- 올드밀역
- 로열요크역